# Podum
Podum – wieś w Chorwacji, w żupanii licko-seńskiej, w mieście Otočac. W 2011 roku liczyła 108 mieszkańców.